# Opec

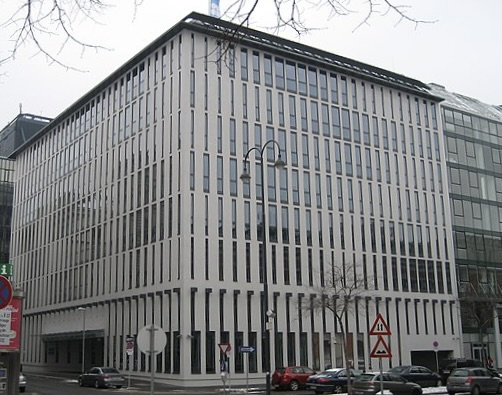
Opecs nya högkvarter i Wien.

Organization of the Petroleum Exporting Countries, vanligtvis förkortat Opec (av organisationen skrivet OPEC), är en internationell organisation bestående av de tolv länderna Algeriet, Ekvatorialguinea, Förenade arabemiraten, Gabon, Iran, Irak, Kuwait, Libyen, Nigeria, Kongo-Brazzaville, Saudiarabien, och Venezuela. Organisationen har sitt högkvarter i Wien, Österrike sedan 1965, och står som värd för regelbundna möten mellan medlemsländernas oljeministrar.
Enligt Opecs stadgar är dess huvudsakliga mål att koordinera och förena medlemsländernas oljepolitik. Därmed kan oljemarknaden stabiliseras så att konsumenterna får en regelbunden tillgång av olja, samtidigt som producenterna får en jämn inkomst och de som investerar i oljeindustrin får en rättvis avkastning.

## Historia
Organisationen bildades 1960 av Irak, Iran, Kuwait, Saudiarabien och Venezuela, vid ett möte 10–14 september i Iraks huvudstad Bagdad. 
Innan Opec bildades sattes råoljepriset av oljebolagen i förhandlingar med exportländerna. Gapet mellan det officiella priset och det pris som oljan såldes för ökade emellertid kraftigt i slutet av 50-talet. Ett skäl var att Sovjetunionen fördubblade sin oljeproduktion 1955-1960.
Exportländerna beräknade sina skatter på det officiella priset och ville inte att det skulle ändras. Oljebolagen agerade därmed på egen hand. British Petroleum var först ut med att minska det officiella priset med 18 cent per fat, eller tio procent, i början av 1959. Standard Oil följde efter i augusti 1960, genom att minska priset med 14 cent, eller sju procent. Bara timmar efter att beslutet fattades telegraferade Saudiarabiens oljeminister Abdullah Tariki till sin kollega i Venezuela, Juan Pablo Pérez Alfonzo. De två räknas som grundarna av Opec. Irak såg en chans att öka sitt inflytande i arabvärlden och bjöd in till ett möte i Bagdad den 10 september 1960. Fyra dagar senare bildades Opec.

## Oljekartell
Opec är en oljekartell vilket innebär att dess beslut att öka eller minska produktionen av olja påverkar priset på råolja. Minskad oljeproduktion ökar priset på råolja (allt annat lika) och vice versa. Opec-ländernas råoljereserv beräknades i slutet av 2009 till 897 miljarder fat, vilket motsvarar 78 procent av hela jordens råoljereserv.
Oljeproduktionen har alltid varit påverkad av regleringar och kontrollerande karteller. Före Opec bildades var USA den största oljeproducenten. Då styrdes de amerikanska produktionskvoterna av Texas Railroad Commission och innan dess av enskilda oljebolag som Standard Oil. Detta är dock sällan känt eller framhävt av många kritiker då problemet med Opec är att produktionsregleringen styrs av en aktör utanför den oljekonsumerande västvärlden.[källa behövs]
Denna påverkan på marknaden är kritiserad av många, då det hindrar de vanliga marknadskrafterna från att sätta priset där utbud och efterfrågan är i balans. Andra menar att ökning eller minskning av produktionen visserligen är ett sätt att påverka utbudet men att det ändå är upp till just marknadskrafterna att verka genom att efterfrågan bidrar till ett jämviktspris.[källa behövs]  Priset bestäms när köpare och säljare är överens på någon av oljebörserna till exempel NYMEX. Medlemsstaterna är inte heller alltid överens om man bör öka eller minska produktionen.
Organisationen, som har sitt säte i Wien i Österrike, fick stort inflytande under de två oljekriserna 1973 och 1979. Opec inflytande avtog något under en tid då länder utanför Opec såsom Storbritannien och Norge utvecklat sin oljeindustri och ökat sin produktion.

## Medlemsstater
| Land                  | Region       | Anslöt Opec | Befolkning (Juli 2012) | Area (km²)     | Produktion (Fat/dag) |
| --------------------- | ------------ | ----------- | ---------------------- | -------------- | -------------------- |
| Algeriet              | Afrika       | 1969        | 37 367 226             | 2 381 740      | 2 125 000 (16:e)     |
| Ekvatorialguinea      | Afrika       | 2007        | 740 743                | 28 051         | 227 000 (36:e)       |
| Gabon                 | Afrika       | 2017        | 1 763 000              | 267 667        | 210 820 (37:e)       |
| Kongo-Brazzaville     | Afrika       | 2018        | 5 970 000              | 342 000        | 262 000 (30:e)       |
| Iran                  | Mellanöstern | 1960        | 78 868 711             | 1 648 000      | 4 172 000 (4:e)      |
| Irak                  | Mellanöstern | 1960        | 31 129 225             | 437 072        | 3 200 000 (7:e)      |
| Kuwait                | Mellanöstern | 1960        | 2 646 314              | 17 820         | 2 494 000 (10:e)     |
| Libyen                | Afrika       | 1962        | 5 613 380              | 1 759 540      | 2 210 000 (15:e)     |
| Nigeria               | Afrika       | 1971        | 170 123 740            | 923 768        | 2 211 000 (14:e)     |
| Saudiarabien          | Mellanöstern | 1960        | 26 534 504             | 2 149 690      | 8 800 000 (2:a)      |
| Förenade arabemiraten | Mellanöstern | 1967        | 5 314 317              | 83 600         | 2 798 000 (8:e)      |
| Venezuela             | Sydamerika   | 1960        | 28 047 938             | 912 050        | 2 472 000 (11:e)     |
| Total                 | Total        | Total       | 394 119 098            | 10 950 998 km² | 31 181 820 fat/dag   |

1. 1 2 3 4 5  En av fem medlemmar som var med och grundade Opec, på den första konferensen september 1960.

### Nygamla medlemmar
| Land       | Region       | Anslöt Opec   | Lämnade Opec  |
| ---------- | ------------ | ------------- | ------------- |
| Indonesien | Sydostasien  | 1962          | 2008          |
| Ecuador    | Sydamerika   | 1973 och 2007 | 1992 och 2020 |
| Qatar      | Mellanöstern | 1961          | 2019          |

Tre tidigare medlemsstater har lämnat Opec:
Angola inträdde 2007 och trädde ut i slutet av 2023.
Gabon anslöt sig 1975 men lämnade organisationen 1995.
Indonesien, som blev medlem 1962, avslutade frivilligt sitt medlemskap 2009, då landet blivit en nettoimportör av olja.